# 天大將軍五
仙女座χ，又名BD+43 343，HD 10072、SAO 37406、HR 469，是仙女座的一颗恒星，视星等为4.98，位于銀經131.89，銀緯-17.65，其B1900.0坐标为赤經1h 33m 20.9s，赤緯+43° -17.65′ 39″。